# Любарський Микола Якович
Микола Якович Любарський (18 травня 1922, Вільховець — 18 травня 2000) — учасник німецько-радянської війни, Герой Радянського Союзу.

## Біографія
Народився 18 травня 1922 року в селі Вільховці (нині Звенигородського району Черкаської області) в селянській родині. Українець. Після закінчення семирічної школи працював у колгоспі.
У Червоній армії з червня 1941 року. Учасник німецько-радянської війни з червня 1941 року. Служив на флоті. Перший бій прийняв під Новоросійськом 3 вересня 1942 року.
Навідник протитанкової рушниці 1339-го гірсько-стрілецького полку (318-а гірсько-стрілецька дивізія, 18-а армія, Північно-Кавказький фронт) червоноармієць Любарський в ніч на 1 листопада 1943 року у складі десанту висадився на берег Керченського півострова в районі селища Ельтіген (нині Героївське в межах міста Керчі) і з захопленого плацдарму протягом шести днів відбивав контратаки піхоти і танків ворога. У ході боїв знищить два ворожих танки. У боях на плацдармі був важко поранений і півтора року лікувався у госпіталі.
Указом Президії Верховної Ради СРСР від 17 листопада 1943 року за мужність, відвагу і героїзм, проявлені в боротьбі з німецько-фашистськими загарбниками, червоноармійцеві Любарському Миколі Яковичу присвоєно звання Героя Радянського Союзу з врученням ордена Леніна і медалі «Золота Зірка» (№ 2 865).
Наприкінці 1945 року демобілізований. У 1947–1957 роках працював слюсарем на Вільховецькому цукровому заводі, потім до 1972 року — на шахтах Донбасу, в тому числі електрослюсарем шахти «Червоний партизан» комбінату «Свердловантрациту». З 1972 року жив у селі Вільховці. Помер 18 травня 2000 року.

## Нагороди
Нагороджений орденами Леніна (17 листопада 1943), Жовтневої Революції (1971), Вітчизняної війни 1-го ступеня (11 березня 1985), медалями.